# Ромаја
Ромаја (алб. Romajë) је насељено место у општини Призрен, на Косову и Метохији. Према попису становништва из 2011. у насељу је живело 2.747 становника.

## Становништво
Према попису из 2011. године, Ромаја има следећи етнички састав становништва:
| Националност | 2011.          |
| Албанци      | 2.745 (99,92%) |
| други        | 2 (0,08%)      |
| Укупно       | 2.747          |

| Демографија | Демографија | Демографија |
| Година      | Становника  | Становника  |
| ----------- | ----------- | ----------- |
| 1948.       | 578         |             |
| 1953.       | 642         |             |
| 1961.       | 754         |             |
| 1971.       | 1.008       |             |
| 1981.       | 1.370       |             |
| 1991.       | 1.702       |             |
| 2011.       | 2.747       |             |